# Wesuwe
Wesuwe ist eine Ortschaft der Stadt Haren (Ems) in Niedersachsen.

## Geographie
Wesuwe liegt im Westen Niedersachsens an der alten linksemsischen Handelsstraße „Friesische Straße“ (heute Landesstraße 48) und der Autobahn A 31 (Anschlussstelle 20: Wesuwe).
Neben den Ortsteilen Wesuwe-Geest, Bersede, Wieresch, Wesuwe-Moor, Wesuwe Brook und Hünteler Brook entstand nach dem Zweiten Weltkrieg der Ortsteil Wesuwe-Siedlung.

## Geschichte
Die Geschichte des Orts reicht bis etwa 800 n. Chr. zurück. Wesuwe gehörte zum Amt Meppen im Niederstift Münster, das durch den Reichsdeputationshauptschluss 1803 dem Herzogtum Arenberg-Meppen zugeschlagen wurde. Im Dezember 1810 annektierte Frankreich das Herzogtum. Wesuwe wurde der Sitz des Kantons Wesuwe im Arrondissement Neuenhaus des Départements Lippe. Infolge der Beschlüsse des Wiener Kongresses fiel das Emsland 1815 an das Königreich Hannover und nach dem deutschen Krieg 1866 an das Königreich Preußen.
Im Verlauf seiner Geschichte war Wesuwe immer ausschließlich landwirtschaftlich strukturiert, es gab kleine Geschäfte, die den alltäglichen Bedarf deckten, eine Grundschule ist im Ort vorhanden. Seit der gesetzlichen Gemeindereform in Niedersachsen am 1. März 1974 gehört Wesuwe zur Einheitsgemeinde Stadt Haren (Ems).
Im Jahr 1938 wurde in Wesuwe das Emslandlager VIII als eines der 15 Emslandlager gegründet. Es fungierte als Strafgefangenenlager für Justizhäftlinge.

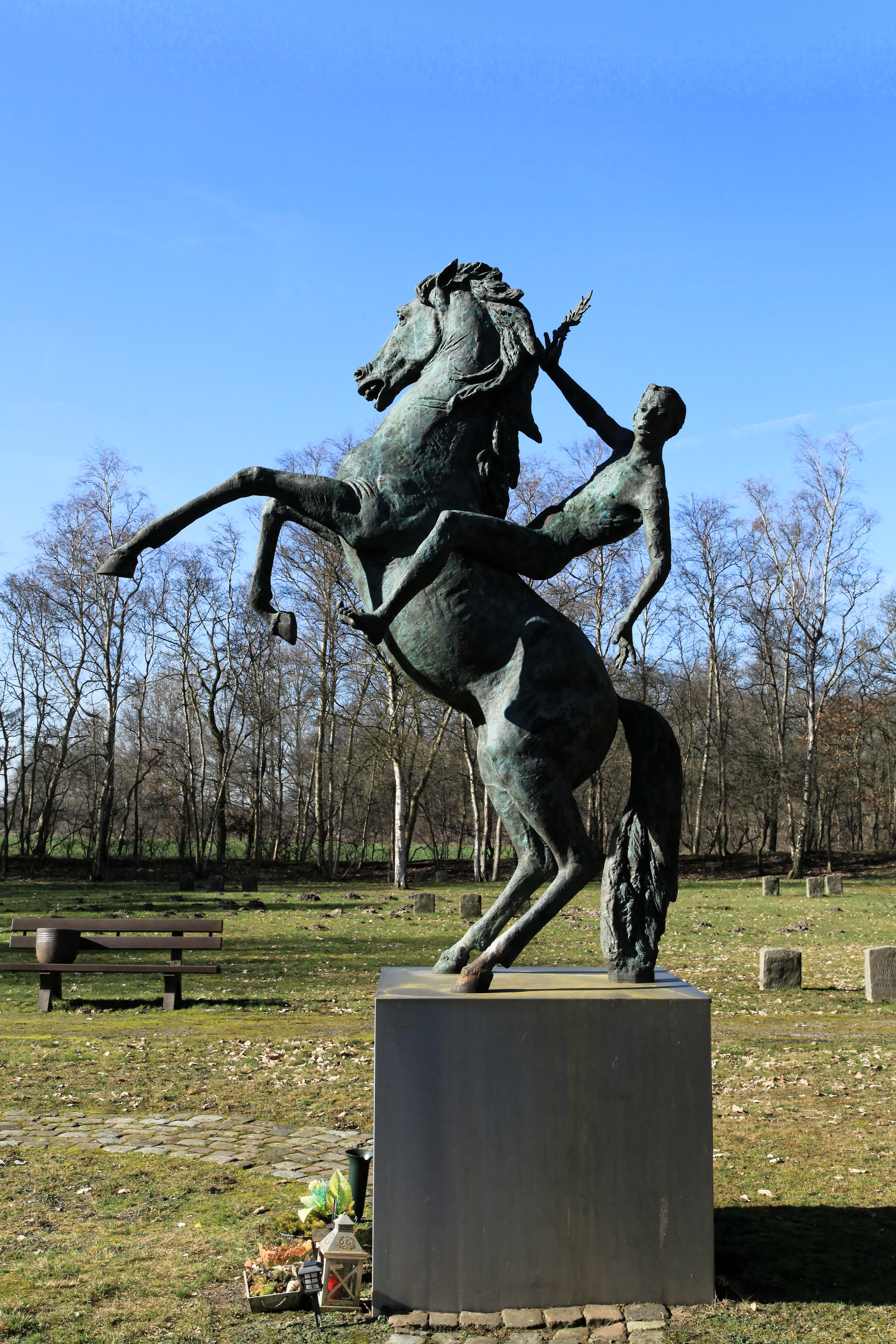
Freiheitsdenkmal (A. M. Taratynow) der Kriegsgräberstätte

Nach Beginn des Zweiten Weltkriegs übernahm das Wehrkreiskommando VI Westfalen (Münster) die Einrichtung als Kriegsgefangenenlager. Es fungierte zunächst als Zweiglager des  Stalag VI B Neu Versen, als Mannschaftsstammlager Stalag VI B/Z und als Offizierslager Oflag 6/Z. Im Mai 1942 wurde es dem Stalag VI C Bathorn angegliedert. Noch heute befindet sich in der Nähe des ehemaligen Lagers dessen Friedhof. Auf diesem ruhen 98 sowjetische Soldaten in Einzel- und 2000 bis 4000 Kriegsgefangene in drei Massengräbern.

## Pfarrarchiv Wesuwe St. Clemens
- Taufregister ab 1627 (Lücken bis 1730)
- Heiratsregister ab 1626 (Lücken bis 1722)
- Sterberegister ab 1627 (Lücken bis 1725)

## Sehenswürdigkeiten
Die katholische Kirche St. Clemens wurde im Jahr 1509 erbaut. Von dieser alten Kirche sind nur der Turm und die Südwand erhalten. Im Jahr 1892/93 wurde die Kirche vergrößert und es erfolgte der Anbau eines Chores.
Die Ausstattung ist fast vollständig neugotisch, die Verglasung ist figurenreich.  Aus dem 13. Jahrhundert stammen der Taufstein auf vier Löwenfüßen und ein gleichartiges Weihwasserbecken.

## Söhne des Dorfes
- Matthias Deymann (1799–1871), deutscher Jurist und Politiker